# 금강삼매경론
《금강삼매경론(金剛三昧經論)》은 신라의 고승 원효가 지은, 《금강삼매경》의 해석서이다. 신문왕 6년(686년)에 이룩된 것으로 3권 1책의 목판본이다. 《금강삼매경론》은 《대승기신론소(大乘起信論疏)》와 더불어 원효의 다수의 저서 중 가장 널리 알려진 것이며 또한 가장 중요시 되는 저서이다. 《대승기신론소》는 중국 고승들도 《해동소(海東疏)》라 하며 즐겨 인용하였고, 《금강삼매경론》은 인도의 마명(馬鳴) · 용수(龍樹)와 같은 고승이 아니고는 얻기 힘든 논(論)이라는 명칭을 받은 저작으로 원효의 세계관을 알려주는 대저(大著)이다.
권1에서는 《금강삼매경》의 대의(大意)를 논하고, 마음의 근원은 홀로 정(淨)하여 아공(我空) · 법공(法空) · 구공(俱空)의 3공(三空)의 바다는 담연(湛然)한 것이라 하고, 결국 무리(無理)의 지리(至理)와 불연(不然)의 대연(大然)으로서 이 경의 종지는 개합(開合)의 별(別)이 있어서 합하면 일미관행(一味觀行)이 요(要)가 되고 열(開)면 10중법문(十重法門)이 종(宗)이 된다고 하였다. 권3에서는 경제(經題)를 말하고, 다음에는 분과(分科)하고, 이어서 본문에 대하여 논석(論釋)을 했으나 장귀(章句)에 대한 주석이 아니고, 경의 이론에 대한 구명(究明)이다.
원효는 이 책 속에서 불교의 진리를 비유하여 "물이 장강 속에 있으면 이름지어 강수(江水)라 하고, 물이 회수(淮水) 속에 있으면 이름지어 회수(淮水)라 하며, 물이 황하(黃河) 속에 있으면 이름지어 하수(河水)라 하나, 함께 모여 바다속에 있으면 오직 이름하여 해수(海水)이니, 법(法)도 역시 이와 같아서 다함께 모여 진여(眞如)에 있으면, 오직 이름하여 불도(佛道)일 뿐이다.(水在江中, 名爲江水, 水在淮中, 名爲淮水, 水在河中, 名爲河水, 俱在海中, 唯名海水, 法亦如是, 俱在眞如, 唯名佛道)"라고 하였다. 이것은 그가 만법귀일(萬法歸一) 또는 만법귀진(萬法歸眞)을 굳게 믿고, 이에 따라 자신의 모든 사상과 생활을 이끌어갔음을 잘 보여준다. 그는 "하나"를 강조하였는데, 이 "하나"의 이해는 원효의 사상과 생활을 아는 데 있어서 가장 중요한 열쇠가 된다. 이 "하나"를 원효는 1심(一心) · 제9식(第九識) · 대승(大乘) · 불성(佛性) 또는 열반(涅槃)이라고 불렀다. 결국 그에게 있어서 이러한 이름들은 앞서 보아온 강수(江水) · 회수(淮水) · 하수(河水) 등의 예와 같다고 볼 수 있다.

## 원효가 하나를 강조했는가?
"마음의 근원은 있는 것도 아니고 없는 것도 아니어서 홀로 깨끗하다. 진리를 찾아가는 길에는 귀한 것과 속된 것이 융합되어 있다. 귀한 것과 속된 것, 그 둘은 융합했으나 하나는 아니다. 홀로 깨끗하여 가장자리를 떠났지만 가운데가 아니다. 가운데가 아니면서 가장자리를 떠났으므로, 만물의 이치가 있다고 할 수는 없지만 그렇다고 없는 것도 아니다. 이 세상이 없다고 할 수는 없지만 있는 것도 아니다. 하나가 아닌데도 둘을 융합했기 때문에 귀하지 않은 세상이 속되지도 않고, 속되지 않은 이치가 귀하지도 않다.” _ 금강삼매경론 중에서

이상에서도 확인할 수 있는 것처럼, 원효는 하나만을 강조하지 않았다. 하나를 말하면 그것은 실체론에 떨어진다. 그리고 이것은 불교라고 할 수 없다. 금강삼매경론이나 대승기신론소를 보면 원효는 철저하게 중도, 연기적 관점에 입각하여 대승, 일심을 나타내고 있는 것을 알 수 있다. 원효가 강수, 회수, 하수, 해수 등의 사례를 들어 진여를 밝힌 것은 불생불멸, 불래불거 같이 모든 분별망상이 떨어진, 언설로는 도달할 수 없는 그곳을 가리키는 손가락에 해당된다. 그것은 불일불이, 불상불단과 같은 중도의 뜻을 담고 있는 것이다. (둘이 아니라고 해서 그것이 곧 하나가 되는 것이 아니다. 하나(一)가 되면 다시 여럿(多)이라는 양변이 성립하고 이렇게 되면 다시 변견 속에 떨어져 돌고 도는 윤회의 소용돌이 속에서 빠져나오지 못하게 되기 때문이다. 그렇기에 원효는 위 금강삼매경론 구절에서도 알 수 있듯, 하나가 아니라고 한 것이며, 가운데도 아니라고 한 것이다. )

## 참고 문헌
- 이 문서에는 다음커뮤니케이션(현 카카오)에서 GFDL 또는 CC-SA 라이선스로 배포한 글로벌 세계대백과사전의 내용을 기초로 작성된 글이 포함되어 있습니다.